# Вальтер Мартінес (футболіст)
Вальтер Хуліан Мартінес Рамос (ісп. Walter Julián Martínez Ramos, нар. 28 березня 1982, Тегусігальпа, Гондурас) — колишній гондураський футболіст, фланговий півзахисник. Виступав за національну збірну Гондурасу.

## Клубна кар'єра
У дорослому футболі дебютував 2000 року виступами за команду клубу «Депортіво Вікторія», в якій провів п'ять сезонів.
Згодом з 2005 по 2015 рік грав у складі команд клубів «Віда», «Марафон», «Бейцзін Гоань», «Алавес», «Марафон», «Бейцзін Гоань», «Чуньцін», «Сан-Хосе Ерсквейкс», «Шелаху» та «Марафон».
Ігрову кар'єру завершив 2015 року матчами за клуб ФАС.

## Виступи за збірну
2002 року дебютував в офіційних матчах у складі національної збірної Гондурасу. Провів у формі головної команди країни 49 матчів, забивши 12 голів.
У складі збірної був учасником розіграшу Золотого кубка КОНКАКАФ 2007 року у США, розіграшу Золотого кубка КОНКАКАФ 2009 року у США, чемпіонату світу 2010 року у ПАР, розіграшу Золотого кубка КОНКАКАФ 2011 року у США.

## Титули і досягнення
- Переможець Центральноамериканського кубка: 2011